# Unzmarkt-Frauenburg
Unzmarkt-Frauenburg osztrák mezőváros Stájerország Mura-völgyi járásában. 2017 januárjában 1362 lakosa volt.  

## Elhelyezkedése

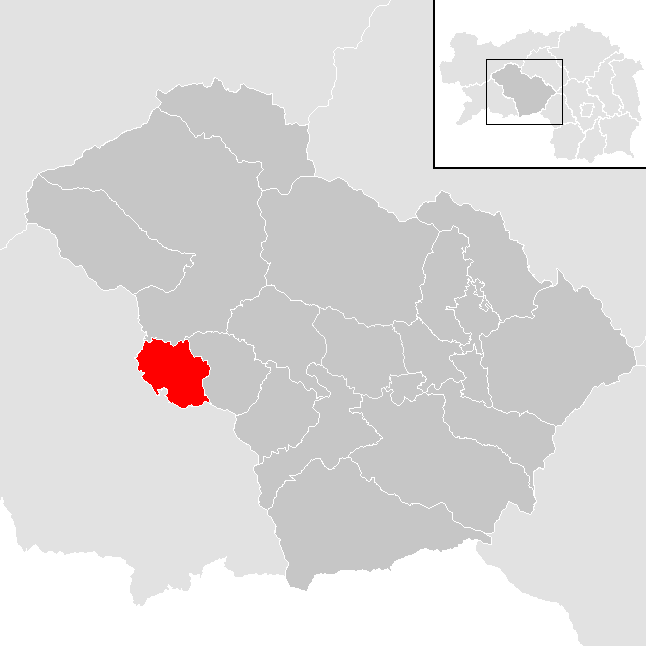
Unzmarkt-Frauenburg a Mura-völgyi járásban

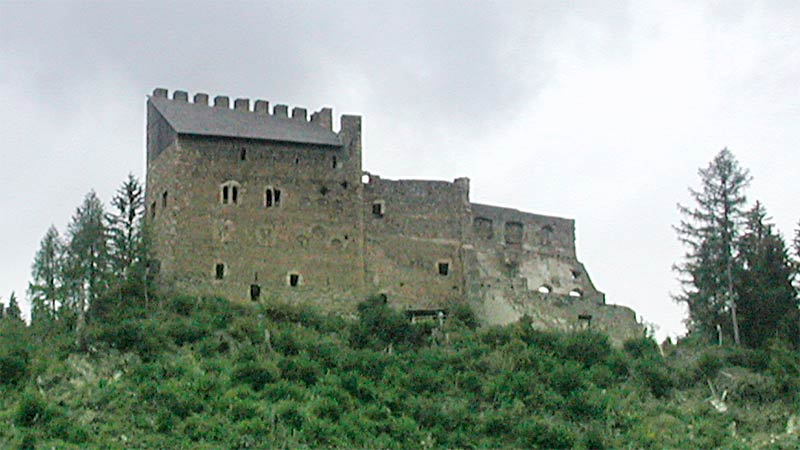
A frauenburgi várrom

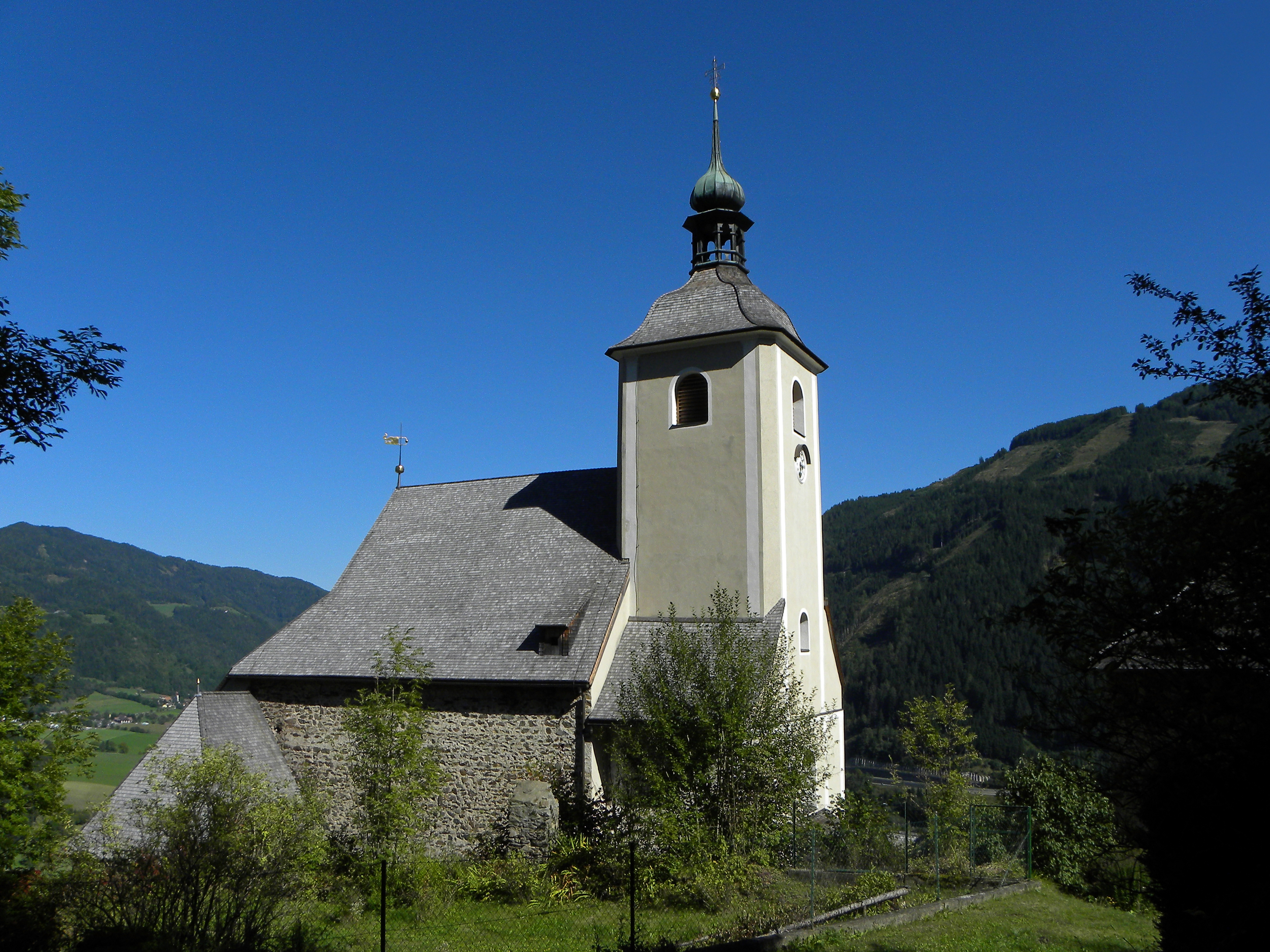
A Szt. Jakab-plébániatemplom

Unzmarkt-Frauenburg Felső-Stájerországban fekszik, a Mura mentén, a Seetali-Alpok hegységének északnyugati pereménél. Legfontosabb útvonala a Mura völgyében haladó, Judenburgot St. Veit an der Glannal összekötő B 317 főút (Friesacher Straße). Az önkormányzathoz két település tartozik: Frauenburg (682 lakos) és Unzmarkt (696 lakos).
A környező önkormányzatok: északra Pölstal, keletre Sankt Georgen ob Judenburg, délre Scheifling, északnyugatra Oberwölz. 

## Története
Az önkormányzat 1968-ban jött létre Unzmarkt mezőváros és Frauenburg község egyesítésével.
Unzmarktot 1260-ban alapította a Liechtenstein-család. Első említése 1324-ből származik Hunczmarkt formában. Címerét 1635-ben kapta; benne a horgony a valamikor nagy jelentőségű rönkfatutajozásra utal.
Frauenburg vára is a Liechtenstein nemzetségé volt. 1220-tól a neves lovag és minnesanger, Ulrich von Liechtenstein birtokában volt. Ő adta neki a "Hölgyvár" nevet. A község 1965-ben elfogadott címerében is szerepelnek a Liechtensteinek színei. A későbbiekben a frauenburgi uradalom a Schwarzenberg hercegi családhoz tartozott. Ma a várrom a Pezold-família tulajdona.

## Lakosság
Az Unzmarkt-Frauenburg-i önkormányzat területén 2017 januárjában 1362 fő élt. A lakosságszám 1961 óta (akkor 1885 fő) csökkenő tendenciát mutat. 2015-ben a helybeliek 96,3%-a volt osztrák állampolgár; a külföldiek közül 1% a régi (2004 előtti), 1,3% az új EU-tagállamokból érkezett. 2001-ben a lakosok 91,9%-a római katolikusnak, 1,1% evangélikusnak, 4,2% pedig felekezet nélkülinek vallotta magát. 

## Látnivalók

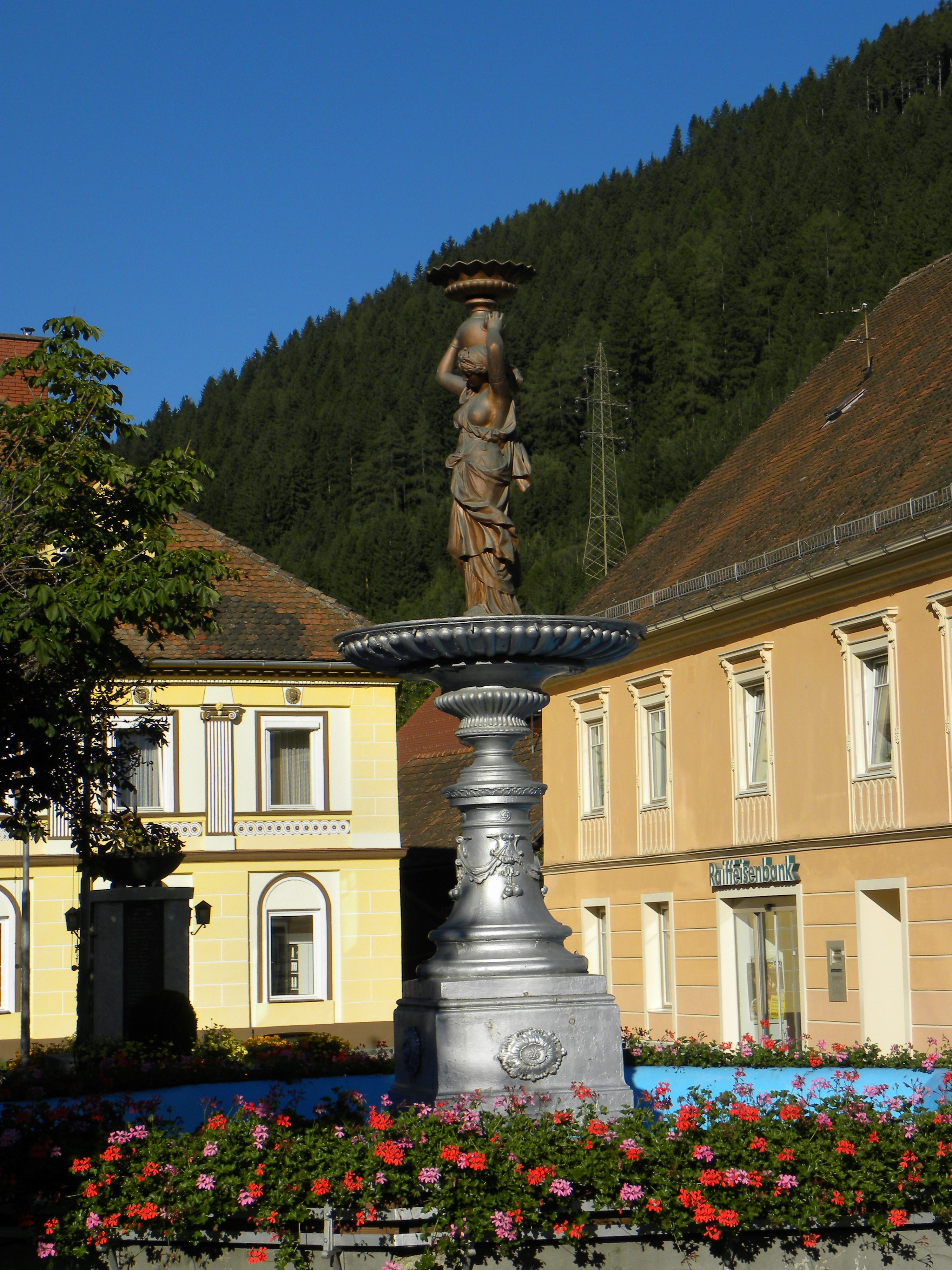
19. századi szökőkút Unzmarktban

- a frauenburgi várat először 1248-ban említik és Ulrich von Liechtenstein kedvenc lakhelye volt. IV. Rudolf osztrák főherceg a 14. század végén olasz mesterek segítségével kibővíttette. 1437-1656 között a Stubenbergeké, 1666 után a Schwarzenberg-család tulajdona. A 19. század elejétől állaga romlásnak indult.
- Frauenburg id. Szt. Jakab-plébániatemploma
- Unzmarkt Mária Magdolna-plébániatemploma
- az unzmarkti városháza
- az unzmarkti iskola műemlék épülete

## Híres unzmarkt-frauenburgiak
- Gabriel Strobl (1846–1925) entomológus

## Fordítás
- Ez a szócikk részben vagy egészben  az   Unzmarkt-Frauenburg című német Wikipédia-szócikk ezen változatának fordításán alapul.  Az eredeti cikk szerkesztőit annak laptörténete sorolja fel. Ez a jelzés csupán a megfogalmazás eredetét és a szerzői jogokat jelzi, nem szolgál a cikkben szereplő információk forrásmegjelöléseként.